# Sossano
Sossano é uma comuna italiana da região do Vêneto, província de Vicenza, com cerca de 4.123 habitantes. Estende-se por uma área de 20 km², tendo uma densidade populacional de 206 hab/km². Faz fronteira com Agugliaro, Albettone, Campiglia dei Berici, Noventa Vicentina, Orgiano, Poiana Maggiore, San Germano dei Berici, Villaga.

## Demografia
| Variação demográfica do município entre 1861 e 2011                               |
|                                                                                   |
| Fonte: Istituto Nazionale di Statistica (ISTAT) - Elaboração gráfica da Wikipedia |